# Der Anarchismus
Der Anarchismus ist eine im Jahr 1900 veröffentlichte Schrift über den Anarchismus von Paul Eltzbacher (1868–1928), dem späteren Professor der Rechte an der Handelshochschule Berlin, der damit 1900 promovierte. Die Schrift wurde bald in mehrere Sprachen übersetzt und auch später immer wieder neu aufgelegt. Der Autor beschäftigte sich darin wissenschaftlich mit dem Anarchismus und beschreibt die verschiedenen Strömungen (Godwin, Proudhon, Stirner, Bakunin, Kropotkin, Tucker, Tolstoi). Im Gegensatz zu der von Politikern und Journalisten seiner Zeit heraufbeschworenen anarchistischen Gefahr beschäftigte sich Eltzbacher wissenschaftlich mit deren Lehren. Es ist ein bedeutendes, Standardwerk zur Geschichte des Anarchismus.

## Ausgaben
- Der Anarchismus. Berlin, Guttentag, 1900
- Der Anarchismus – Eine ideengeschichtliche Darstellung seiner klassischen Strömungen. (Archiv für Sozial- und Kulturgeschichte Band 1) 2.A., Libertad-Verlag, Berlin, 1987, ISBN 3-922226-11-6